# Моаб (Јута)
Моаб (енгл. Moab) град је у америчкој савезној држави Јута.

## Демографија
По попису из 2010. године број становника је 5.046, што је 267 (5,6%) становника више него 2000. године.
| Група             | 2000.         | 2010.         |
| Белци             | 4.128 (86,4%) | 3.978 (78,8%) |
| Афроамериканци    | 17 (0,4%)     | 22 (0,4%)     |
| Азијати           | 14 (0,3%)     | 44 (0,9%)     |
| Хиспаноамериканци | 308 (6,4%)    | 646 (12,8%)   |
| Укупно            | 4.779         | 5.046         |